# Queso Roncal
El queso Roncal es un  queso hecho con leche cruda de oveja que se realiza en el valle de Roncal a orillas del río Esca en el Pirineo navarro en España.

## Zona geográfica
El Valle de Roncal, último valle navarro en el Pirineo, recorrido por el Esca y formado por los pueblos, las villas, de  Burgui, Garde, Isaba, Roncal, Urzainqui, Uztárroz y Vidángoz que conforman la mancomunidad de las Siete Villas, cerrado por altas montañas que rondan los 2.000 m s. n. m. y coronado por la Mesa de los Tres Reyes tiene pastos y hierbas, que se abren entre los bosques de pinos y hayas, en las que pacen los rebaños de ovejas lachas que dan la leche con la que se fabrica, artesanalmente, el queso de esos lares.
Los rebaños esparcidos por las campas elevadas a más de 1000 m, como las de Macizo de Larra-Belagua van dando sus productos que en las manos de los roncaleses se convierten, fruto de los saberes y ritos no escritos, transmitidos de padres a hijos y celosamente guardados, en los apreciados quesos elaborados artesanalmente desde tiempos inmemorables.

## Historia del producto
La vida en los valles navarros está regulada por ordenanzas y leyes ancestrales, ya milenarias. En las ordenanzas del valle de Roncal dice: 

En la Mancomunidad del Valle de las Siete Villas, que constituye el valle de Roncal, todo vecino tiene disfrute de pastos y hierbas con toda clase de ganados

El pastoreo, junto con la explotación forestal, han sido las actividades tradicionales en las que se ha basado la economía del valle. Hasta bien entrado el siglo XX se han mantenido los usos y costumbres datadas, en sus primeros indicios, al menos desde el siglo XIII.
Ya en el año 882 el rey Sancho García otorgó a los habitantes del valle de Roncal el derecho de bajar sus rebaños de ovejas, en invierno, a pastar a las Bardenas Reales, en la ribera de Navarra, derecho que se ganaron por su coraje en las luchas contra los sarracenos. Todavía la Cañada Real de los Roncaleses, que recorre todo Navarra de norte a sur, de Roncal hasta el canal de Tauste en el límite sur con Zaragoza, es recorrida por más de 10 000 cabezas de ganado.

## Denominación de origen
En 1981 el queso de Roncal recibió la denominación de origen de quesos de España, siendo el primero que la recibía. Esto se hizo para defender el producto manteniendo su calidad y elaboración, de la competencia de otros tipos de queso más comerciales que llegaban incluso a adquirir la denominación de "roncal", sin llegar a serlo, para potenciar su venta.
La actuación del Consejo Regulador es la de potenciar, investigar y controlar la elaboración y homologar una serie de requisitos en todas las queserías y ganaderías. Existe un comité que realiza una cata oficial que da una valoración organoléptica o sensorial de los quesos elaborados.
La zona de elaboración y maduración es exclusivamente los municipios que componen el Valle de Roncal y las técnicas las empleadas tradicionalmente en la zona.
Es un queso protegido por el sistema DOP a nivel europeo en virtud del Reglamento (CE) 1107/96 de 12 de junio. El Consejo Regulador de la denominación de origen propuso la modificación de su reglamento particular en 2001. Transitoriamente se aplicó esa modificación por Orden de 3 de octubre de 2001 hasta que quedó aprobada por la Comisión Europea el 4 de julio de 2003.

## Proceso de fabricación
Los quesos Roncal son aquellos que están protegidos por la denominación de origen protegida Roncal, la cual obliga a un protocolo rígido en actuaciones y tiempos, así como de materia prima, que garantizan la autenticidad del producto y de la forma de elaboración, apegada a la tradición del lugar.
El tiempo de elaboración es el comprendido entre los meses de diciembre y julio. La materia prima es leche cruda de oveja de la raza lacha (tronco churro, Ovis Aries) y rasa (tronco entrefino, O. Aries), de baja acidez y de buena materia grasa y extracto seco, pudiendo utilizarse para la elaboración del queso leche de oveja del cruce F1 Lacha por Milchschaf.
La elaboración comienza coagulando la leche a una temperatura entre 30 y 37 °C con cuajo animal, en el tiempo máximo de una hora (antes se usaba cabrito). Una vez conseguido el cuajado, se aparta del suero mediante una serie de cortes en la masa que ha quedado llenando los moldes de madera de haya y prensándolos.
Una vez prensados pasan a la salmuera densa y fresca durante 30 horas. De la salmuera pasan a la fase de oreado y cortezado, que se realiza a 12 °C durante 40 días y de allí a la maduración que dura como mínimo 4 meses. Una vez finalizada la fabricación del queso, éste pasa a la sala de conservación donde se mantiene hasta su venta.

## Características
El producto final ha de tener un contenido en materia grasa superior al 45% sobre extracto seco. Es un queso de pasta dura, de forma cilíndrica y color blanco amarillento (marfil) con una corteza dura y mohosa y un interior compacto exento de  pero con pequeños orificios característicos y obligados para pertenecer a la D.O.P. Roncal, con un sabor intenso, recio, un poco picante e inconfundible a leche de oveja. Es muy definido y mantecoso al paladar. 
En la composición del queso roncalés no hay otro elemento que la leche, el cuajo, el (fermento) y la sal, de lo que resulta un producto que mantiene el sabor y aroma característicos de la materia prima, la leche. Es compacto, de color blanco marfil o amarillo pálido que casi está exento de ojos, salpicado de pequeños poros y cubierto por una corteza dura de color pardo-amarillento. 
Para degustarlo es importante el corte que debe realizarse de la siguiente forma. Cortar el queso entero por la mitad. De esa mitad sacar una cuña de un tamaño aproximado de 1/8 y quitarle las cortezas laterales. De la cuña descortezada ir sacando pequeños triángulos finos que se colocan en un plato llano con el vértice más agudo hacia el interior. Acompaña al queso el vino tinto, con o sin crianza, a ser posible de la tierra de Navarra. Su aroma es muy definido a leche de oveja, un poco picante.